# Concórdia/UNC
Dernière mise à jour : nov. 2014.
Le Concórdia/UNC (Concórdia/Universidade do Contestado) est un club de handball brésilien basé à Concórdia dans l'État de Santa Catarina.
Après une finale perdue en 2012, il remporte en 2013 son premier titre national en battant en finale le Metodista/São Bernardo,.

## Palmarès

### Section féminine
compétitions internationales
- troisième de la coupe du monde féminine des clubs en 2019
- vainqueur du Championnat d'Amérique du Sud et centrale des clubs féminin de handball en 2019 (en)

compétitions nationales
- championnat du Brésil[4] en 2013, 2017 et 2018

## Joueurs célèbres
section féminine
- Amanda de Andrade
- Silvia Pinheiro